# Liobranchia
Liobranchia is een monotypisch geslacht van straalvinnige vissen uit de familie van schildvissen (Gobiesocidae).

## Soort
- Liobranchia stria Briggs, 1955